# Paracyathus porcellanus
Paracyathus porcellanus är en korallart som beskrevs av Addison Emery Verrill 1866. Paracyathus porcellanus ingår i släktet Paracyathus och familjen Caryophylliidae. Inga underarter finns listade i Catalogue of Life.